# ترین هانسن
ترین هانسن (انگلیسی: Trine Hansen؛ زادهٔ ۱۹ فوریهٔ ۱۹۷۳) ورزشکار روئینگ اهل دانمارک است.
وی در مسابقات کشوری و بین‌المللی در مجموع برندهٔ ۱ مدال طلا، ۱ مدال نقره، ۲ مدال برنز شده‌است.